# Henri Lewandowicz
Henri Lewandowicz (Barlin, 4 gennaio 1936) è un ex calciatore francese, di ruolo attaccante.

## Carriera
Lewandowicz iniziò la carriera da professionista nel Tolosa, ottenendo il settimo posto nella Division 1 1955-1956.
L'anno seguente passa al Grenoble, militante nella serie cadetta transalpina.
Nel 1957 sale di categoria, ingaggiato dall'Olympique Lione, con cui gioca per due stagioni. Con l'Ol gioca anche due incontri negli ottavi di finale della Coppa delle Fiere 1958-1960, in cui con i suoi soccombette agli italiani dell'Inter.
Nella stagione 1959-1960 è in forza al Le Havre, con cui ottenne il settimo posto in campionato.
Nella stagione seguente torna al Grenoble, con cui retrocede al termine del campionato nella serie inferiore.
Il ritorno in massima serie è però immediato, grazie al primo posto nella Division 2 1961-1962. In quel campionato è tra i protagonisti, con una rete segnata, della prima affermazione del Grenoble in trasferta con 4 reti in D2, nella vittoria per 4-1 del 27 agosto 1961 in casa del Béziers.
Con il Grenoble raggiunse nell'estate seguente la finale della Coppa delle Alpi 1962, persa contro gli italiani del Genoa che si imposero per 1-0.
Terminata l'esperienza al Grenoble passa al Lilla, con cui vince la Division 2 1963-1964.

## Palmarès

### Competizioni nazionali
- Division 2: 2

Grenoble: 1961-1962
Lilla: 1963-1964